# Тарлтон (Охајо)
Тарлтон (енгл. Tarlton) град је у америчкој савезној држави Охајо.

## Демографија
По попису из 2010. године број становника је 282, што је 16 (-5,4%) становника мање него 2000. године.
| Група             | 2000.        | 2010.       |
| Белци             | 298 (100,0%) | 271 (96,1%) |
| Афроамериканци    | 0 (0,0%)     | 2 (0,7%)    |
| Азијати           | 0 (0,0%)     | 0 (0,0%)    |
| Хиспаноамериканци | 0 (0,0%)     | 8 (2,8%)    |
| Укупно            | 298          | 282         |